# 圣马大堂 (纽伦堡)

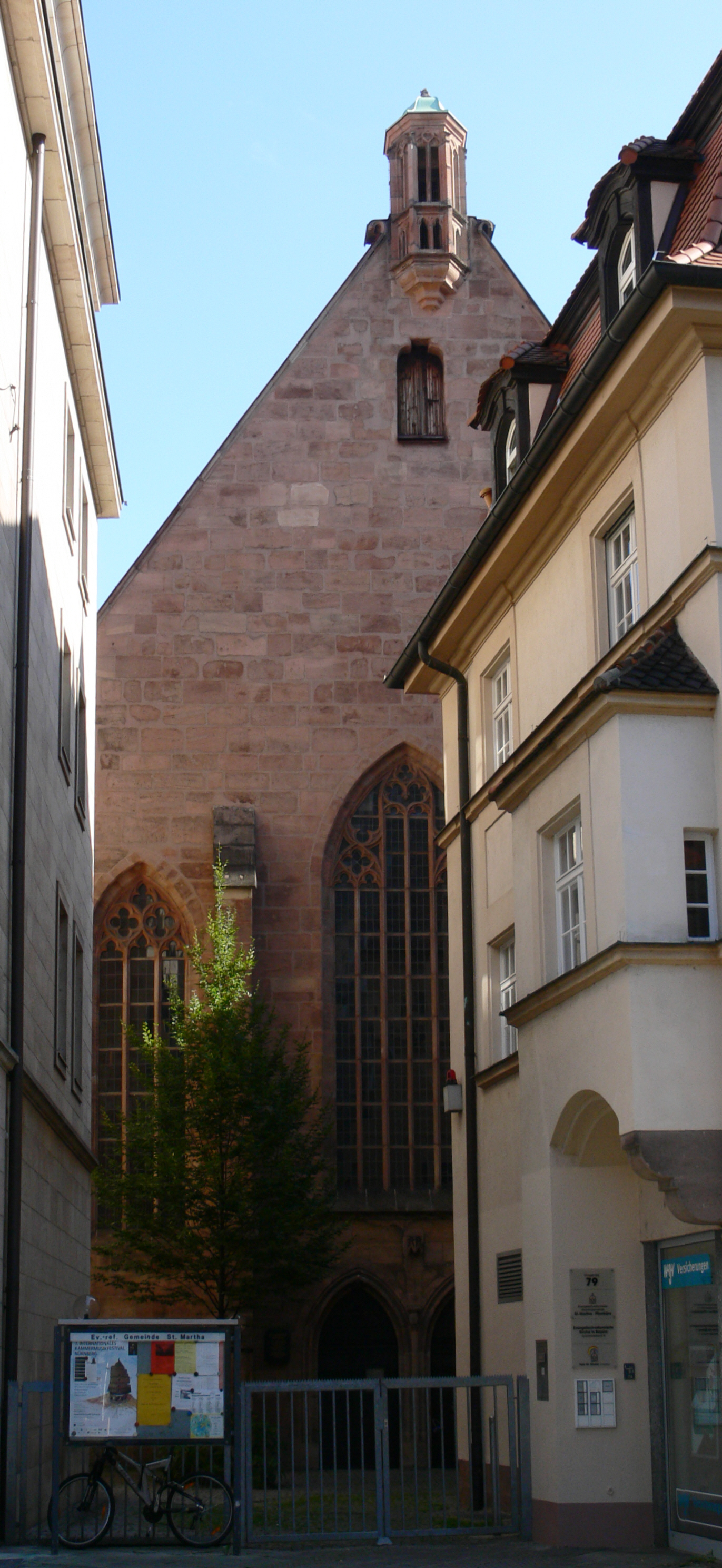
纽伦堡圣马大堂

圣马大堂（St. Martha）是德国南部纽伦堡的一座路德宗教堂，建于中世纪，供奉马大。

## 历史

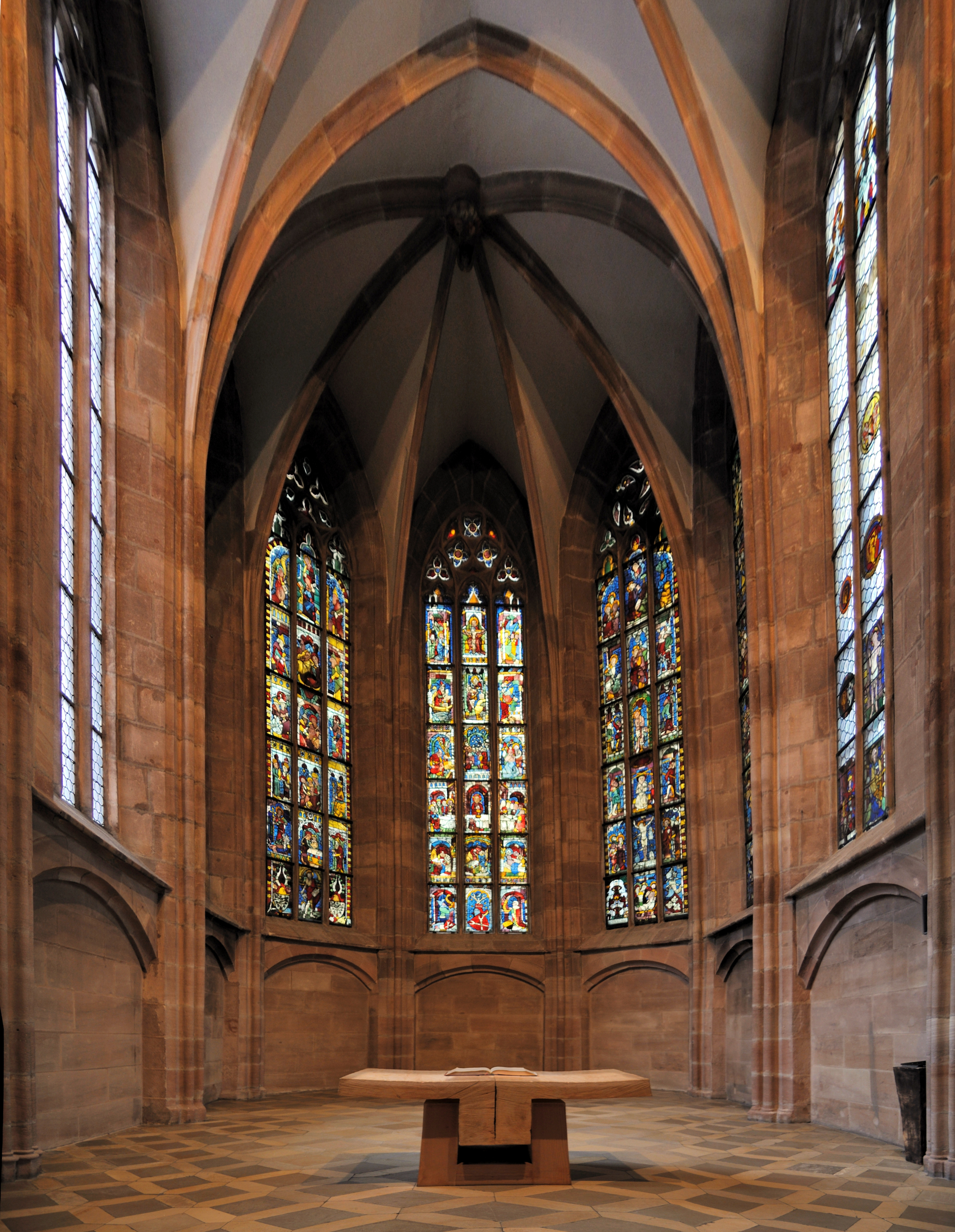

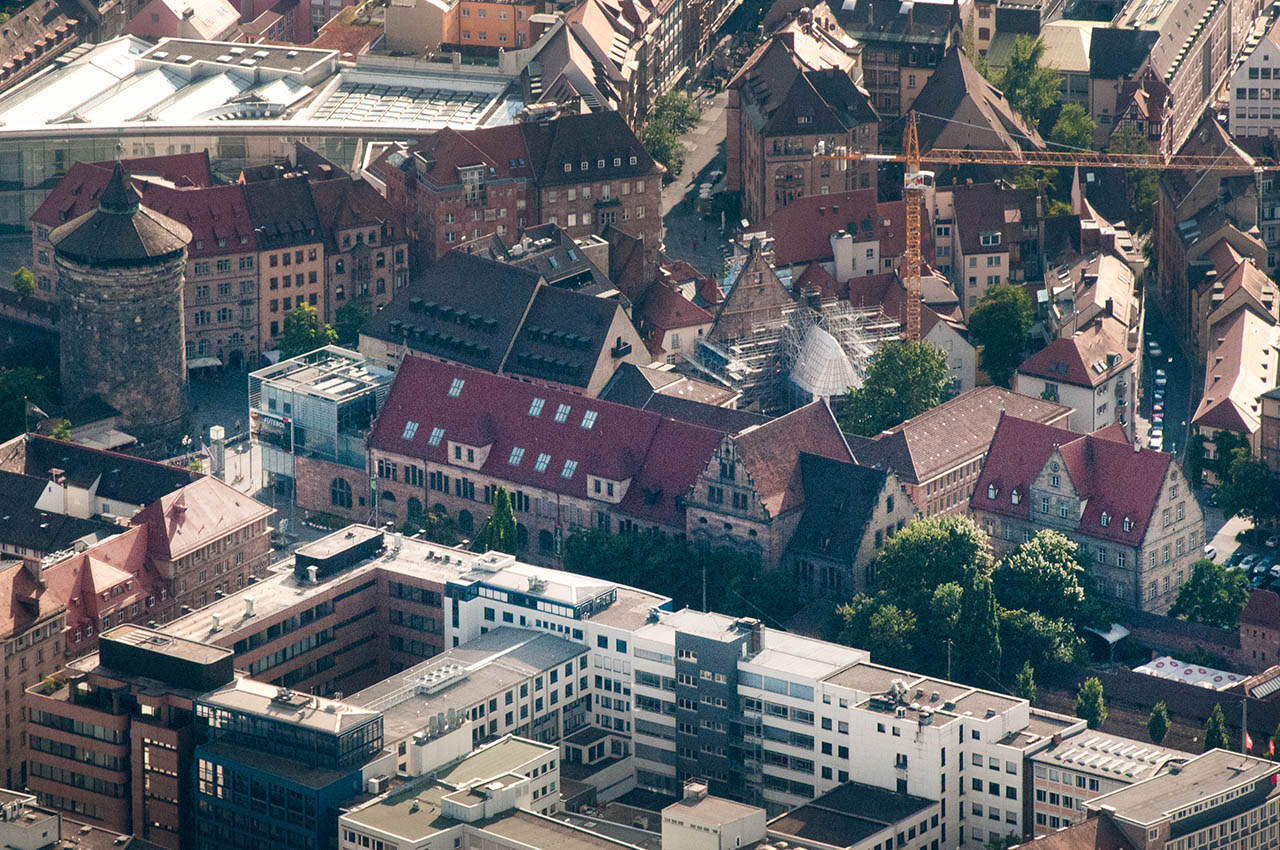

康拉德和约翰在1363年捐资修建了该堂和附属医院。该堂在1385年3月24日祝圣。从1390年至1430年，富裕纽伦堡家庭捐赠了一组花窗玻璃。
宗教改革期间，该堂于1526年关闭，被用来作为剧院。1614年禁止在教堂演戏，到1627年恢复作为教堂使用。
该堂在第二次世界大战期间仅轻微受损，1946年即恢复使用。但2014年6月5日，该堂因火灾严重受损，正在重建中。幸运的是，中世纪的教堂窗户已被转移，待该堂修复后重新安装。
49°26′54.57″N 11°04′51.44″E / 49.4484917°N 11.0809556°E